# 굿보이 (드라마)
《굿보이》는 2025년 5월 31일부터 2025년 7월 20일까지 방송된 JTBC 토일 드라마다.

## 기획 의도
특채로 경찰이 된 메달리스트들이 메달 대신 경찰 신분증을 목에 걸고 비양심과 반칙이 판치는 세상에 맞서 싸우는 코믹 액션 청춘 수사극

## 제작진

### 극본
- 이대일 : JTBC 금토 드라마 〈보좌관〉, JTBC 월화 드라마 〈보좌관 2〉, OCN 〈라이프 온 마스〉, tvN 월화 드라마 〈싸우자 귀신아〉 집필

### 연출
- 심나연 : JTBC 월화 드라마 《열여덟의 순간》(연출), JTBC 금토 드라마 《괴물》(연출), JTBC 수목 드라마 《나쁜 엄마》(연출) 연출
- 이정화 : JTBC 수목 드라마 《나쁜 엄마》(공동 연출) 연출

## 등장 인물

### 주요 인물
- 박보검 : 윤동주 역 - 전 복싱선수, 현 강력특수팀 순경. 국제대회 복싱 금메달리스트. 한나의 연인.
- 김소현 : 지한나 역 - 전 사격 선수, 현 강력특수팀 경장. 국제대회 사격 금메달리스트. 동주의 연인.
- 이상이 : 김종현 역 - 전 펜싱 선수, 현 강력특수팀 경사. 국제대회 펜싱 은메달리스트.
- 허성태 : 고만식 역 - 전 레슬링 선수, 현 강력특수팀 팀장 경위. 아시아대회 레슬링 동메달리스트.
- 태원석 : 신재홍 역 - 전 투척 선수 육상코치, 현 강력특수팀 경장. 아시아대회 원반던지기 동메달리스트.
- 오정세 : 민주영 역 - 관세청 공무원, 관세청 세관 7급 공무원.

### 민주영 카르텔 빌런
- 이호정 : 마귀(김연하) 역 - 마약딜러, 한국과 일본, 동남아시아 일대의 마약 공급권을 지배하고 있는 마약의 귀신 '마귀'.
- 고준 : 레오 역 - 러시아 마피아
- 안세호 : 백석춘 역 - 조선족 칼잽이
- 정만식 : 오종구 역 - 전 복싱국대 코치, 현 J9경비 대표. 헤비급 동양 챔피언 출신, 전직 복싱국가대표 수석코치.

### 경찰청 주변
- 김응수 : 조판열 역 - 인성시 지방경찰청장, 치안감.
- 한규원 : 안대용 역 - 광역수사대 팀장, 경감. 만식과 신경전을 벌이는 라이벌.
- 서현철 : 황경철 역 - 경무부장, 경무관.
- 박철민 : 김금남 역 - 전당포 운영, 쥐띠생.

### 그 외 인물
- 서정연 : 정미자 역 - 경일의 어머니
- 서재희 : 진경숙 역 - 한나의 어머니
- 김서경 : 김석현 역 - 인성지방검찰청 강력범죄형사부 검사, 종현의 형
- 최명빈 : 고정아 역 - 만식의 딸
- 이지혜 : 정성미 역
- 남진복 : 이 과장 역
- 이수미 : 인성슈퍼 주인 역
- 이달 : 은토끼 역
- 최우진 : 최우진 역 - 보건의

### 기타 인물
- 송영창 : 오봉찬 역
- 김영성 : 지호철 역 - 한나의 아버지
- 성지루 : 노덕규 역 - 인성시장
- 미상 : 담당 검사 역
- 김찬형 : 인성 구치소 교도관 역
- 신문성 : 송 계장 역
- 정재원 : 광세 역
- 미상 : 김덕출 역 - 몽키파 보스
- 이한솔 : 이진수 역
- 권동호 : 박봉필 역
- 미상 : 노덕규의 아들 역
- 이지훈 : 담당 의사 역
- 미상 : 이진수의 아들 역
- 미상 : 세르게이 역
- 미상 : 16세 학생 역
- 미상 : 대검 수사과장 역
- 미상 : 마귀의 언니 역

### 특별출연
- 유인수 : 봉다리 역
- 이정하 : 이경일 역 - 오종구의 제자이자 동주의 운동 후배
- 강길우 : 이상곤 역 - 인성시 최대 조폭 금토끼파 보스
- 오정태 : 대포동 역

## 시청률
최저 시청률과 최고 시청률은 시청률 조사회사와 지역별로 시청률에 차이가 있을 수 있습니다.
| 2025년 | 2025년   | 2025년         | 2025년       |
| 회차   | 방송일   | AGB 시청률     | AGB 시청률   |
| 회차   | 방송일   | 대한민국(전국) | 서울(수도권) |
| ------ | -------- | -------------- | ------------ |
| 제1회  | 5월 31일 | 4.8%           | 5.7%         |
| 제2회  | 6월 1일  | 5.3%           | 5.6%         |
| 제3회  | 6월 7일  | 5.6%           | 5.4%         |
| 제4회  | 6월 8일  | 5.3%           | 5.8%         |
| 제5회  | 6월 14일 | 5.9%           | 5.7%         |
| 제6회  | 6월 15일 | 6.2%           | 5.9%         |
| 제7회  | 6월 21일 | 6.4%           | 6.1%         |
| 제8회  | 6월 22일 | 6.4%           | 6.5%         |
| 제9회  | 6월 28일 | 5.7%           | 5.6%         |
| 제10회 | 6월 29일 | 6.0%           | 5.9%         |
| 제11회 | 7월 5일  | 5.4%           | 5.1%         |
| 제12회 | 7월 6일  | 5.5%           | 4.9%         |
| 제13회 | 7월 12일 | 6.7%           | 6.5%         |
| 제14회 | 7월 13일 | 6.6%           | 6.9%         |
| 제15회 | 7월 19일 | 6.6%           | 6.3%         |
| 제16회 | 7월 20일 | 8.1%           | 7.7%         |

## 참고 사항
- 이번 작품은 본래 2024년 방영 예정이었으나 8월 29일 촬영 중 박보검의 부상으로 인해 한 달 동안 촬영이 중단되었고, 결국 2025년으로 방영이 연기되면서 후속작으로 예정되었던 〈옥씨부인전〉, 〈협상의 기술〉, 〈천국보다 아름다운〉이 먼저 방영되었다
- 한편, 박보검은 자신의 전작인 〈폭싹 속았수다〉 인터뷰에서 군대에 있을 때 이번 작품이 〈폭싹 속았수다〉보다 먼저 제안을 받아 선택했는데, 이후 〈폭싹 속았수다〉를 제안받았고 촬영도 먼저 하게 되어 제작진이 기다려준 것이라고 밝혔다.
- 이번 작품은 TVING은 물론 넷플릭스, 쿠팡플레이, Wavve, 디즈니+ 등 한국의 주요 OTT 서비스에서 모두 제공된다. Wavve의 경우 독점 제공한 〈연애남매〉에 이어 JTBC와 협업해 서비스하는 두 번째 작품이다.[1]
- 등장인물들이 참가했던 대회 이름들도 라이센스를 피하기 위해 2016 리우 올림픽은 2018 상파울루 국제대회, 2010 광저우 아시안게임은 2012 상하이 아시아대회, 2006 도하 아시안게임은 2008 뭄바이 아시아대회 등등으로 바꾸어 설정하였다.
- 작품의 배경인 ‘인성시’는 이대일 작가의 드라마 〈싸우자 귀신아〉, 〈라이프 온 마스〉에도 설정된 가상의 도시이다.
- 부산광역시 특히 원도심에서 주로 촬영했다.
- 박보검과 김소현은 2015년 KBS 연기대상에서 MC를 맡아 호흡을 맞춘 적이 있다.

## 같이 보기
- 대한민국의 텔레비전 드라마 목록 (ㄱ)
- 2025년 대한민국의 텔레비전 드라마 목록